# オダックス (潜水艦)
|          |                                                  |
| 艦歴     |                                                  |
| 発注:    |                                                  |
| 起工:    | 1944年12月4日                                    |
| 進水:    | 1945年4月10日                                    |
| 就役:    | 1945年7月11日                                    |
| 退役:    | 1972年7月8日                                     |
| 除籍:    | 1972年7月8日                                     |
| その後:  | ブラジルに売却                                   |
| 性能諸元 |                                                  |
| 排水量:  | 1,835トン（水上）、 2,400トン（水中）            |
| 全長:    | 311 ft 8 in                                      |
| 全幅:    | 27 ft 4 in                                       |
| 吃水:    | 17 ft                                            |
| 機関:    |                                                  |
| 最大速:  | 20ノット（水上） 9ノット（水中）                 |
| 乗員:    | 士官、兵員81名                                   |
| 兵装:    | 5インチ砲1門、40mm砲1門、 21インチ魚雷発射管10門 |

オダックス (USS Odax, SS-484) は、アメリカ海軍の潜水艦。テンチ級潜水艦の一隻。艦名はベラ亜目の一種グリーンボーンの学名に因んで命名された。

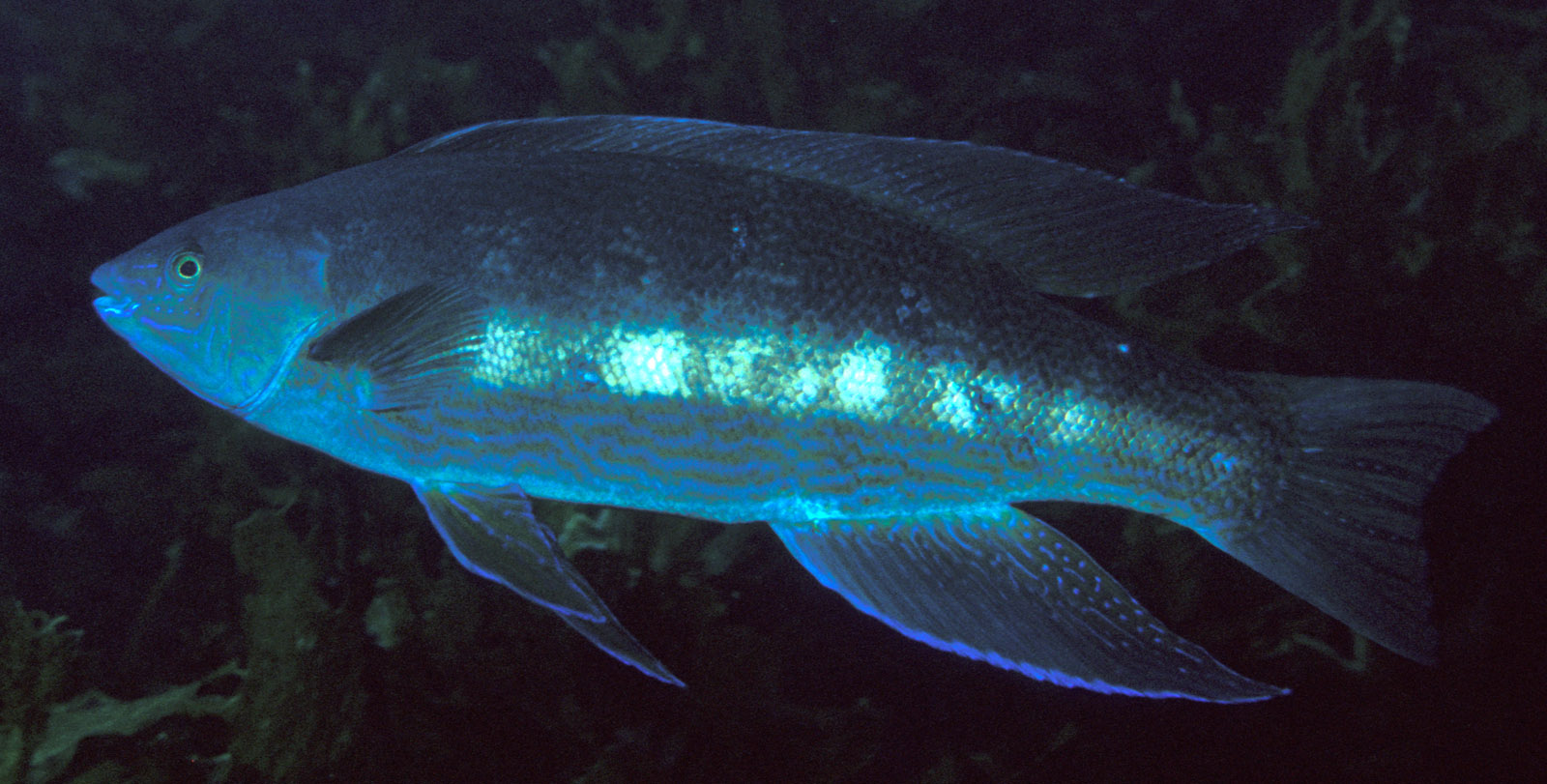
グリーンボーン（学名Odax pullus (J. R. Forster, 1801)）

## 艦歴
オダックスは1944年12月4日にメイン州キタリーのポーツマス海軍造船所で起工した。1945年4月10日にジョン・E・フォガーティ夫人によって命名、進水し、1945年7月11日に艦長F・D・ウォーカー・ジュニア少佐の指揮下就役する。
ポーツマスでの整調後、オダックスは1945年9月19日にグアンタナモ湾に向かって出航し、艦隊訓練グループの任務に従事した。10月30日にオダックスはフロリダ州キーウェストに向かい、艦隊ソナー学校での任務および訓練活動に1946年9月まで従事する。
1946年9月に艦船局による戦後の高速潜水艦調査の一部として、オダックスは潜水艦推力増強計画に基づく改修艦に選択され、ポーツマスに戻り改修が行われた。改修作業は1947年8月に完了し、オダックスは最初の GUPPY 改修艦としてキーウェストを出航し、広範囲にわたる研究開発が行われた。
1951年8月にオダックスは再び改修のためにポーツマス入りする。今回の GUPPY II 改修ではシュノーケルの増設とセイルの改修が行われた。オダックスは1952年春の大規模輸送船団訓練で戦術上初めてシュノーケルを使用した。
1952年から1955年までオダックスはキーウェストで戦術開発部隊および艦隊ソナー学校、グアンタナモ湾では艦隊訓練グループでの任務に従事した。1956年にはチャールストン海軍造船所で新型機材の増設が行われ、作業完了後12月に北大西洋に向けて、イギリス軍艦隊と共に活動するために出航した。1957年以降の活動では戦術開発部隊での任務で、乗組員に対して海中における最新戦術を訓練した。
1958年9月にオダックスは第6艦隊と行動するため地中海に展開した。この配備期間中、オダックスはアラビア海で中央条約機構軍と活動するためスエズ運河を通過した。
オダックスは帰国後1959年8月にサウスカロライナ州チャールストンに母港を変更し、1960年の初めには偵察巡航のため北大西洋に帰還した。

1972年7月8日にオダックスは除籍され、ブラジル海軍に移管される。艦名はリオデジャネイロ (Rio de Janeiro, S-13)と変更された。リオデジャネイロは1978年に退役し、1981年に解体された。